# Maurice Fanon
Pour les articles homonymes, voir Fanon.
Maurice Fanon est un auteur-compositeur-interprète français né le 31 décembre 1929 à Auneau (Eure-et-Loir) et mort le 30 avril 1991 à Neuilly-sur-Seine.

## Biographie
Maurice Fanon naît à Auneau en 1929. Son père est commerçant et sa mère directrice d'école. Son grand-père maternel, Octave Violette, dit « Octave le Rouge », lui transmet sa passion de la nature, des livres et de la Commune de Paris. Il est élève au lycée Marceau à Chartres, puis étudiant en philosophie et en anglais à l'université de Rennes. Il est ensuite professeur d'anglais, notamment à Vitry-sur-Seine puis au lycée Buffon. En 1952, il épouse en Écosse Margaret Charmers Buchan, dont il divorce en 1956.
À la recherche d'interprètes pour les chansons qu'il écrit, il rencontre en 1956 Georges Moustaki, Joël Holmès, Oswald d'Andréa et sa future femme, Pia Colombo, qu'il épouse en 1960, à son retour de la guerre d’Algérie, où il est envoyé entre 1957 et 1959 et où il affirme sa position hostile à la pacification en dénonçant la torture. Il s'essaie au roman, rapidement dissuadé par Jean-Paul Sartre. Il commence à interpréter lui-même ses chansons dans les cabarets de la « Rive gauche », à La Méthode, Chez Patachou, à L'École buissonnière, à La Colombe et au Port du Salut où il commence sa carrière de chanteur en 1962 avec un engagement de deux ans. En 1963, il travaille avec Jacques Debronckart à la Chanson Galande, le cabaret de Jacqueline Dorian, où il perfectionne son métier, et signe un contrat de trois ans avec la firme de disques Odeon.
En 1963, Il écrit au moment de son divorce d'avec Pia Colombo - qui demeure son égérie jusqu'à la fin de sa vie - l'un de ses titres les plus connus, L'Écharpe, titre fétiche qui lui vaut le prix de l’Académie Charles-Cros, chanté également par Pia Colombo, et repris entre autres par Catherine Sauvage, Cora Vaucaire, Félix Leclerc ou Hervé Vilard. Sans concession pour le milieu du show-business, il assure sans conviction les premières parties de Bobino. Il participe cependant à un Palmarès des chansons en janvier 1968 où il obtient une médaille de bronze avec La Guerre, chanson ouvertement antimilitariste. Il voue une admiration sans borne à Léo Ferré, son Monsieur Léo de Hurlevent de 1970.
Il divorce en 1971 de Brigitte Tranchant qu'il a épousée en 1964, et rencontre Françoise Wilcz qui sera sa dernière compagne. Il est invité au premier festival Sigma de Bordeaux consacré à la « chanson engagée » en 1972. Il fréquente le cabaret bordelais du peintre Raymond Nabos, « La Cour des miracles », où se côtoient Bernard Dimey, Bernard Lavilliers, Gérard Ansaloni, Gilles Elbaz… Il chante plusieurs fois en 1980-1981 au café-théâtre « Au Ruisseau » à Saint-Félicien (Ardèche). Dans les années 1970, Il connaît une période difficile à la suite du blocage de ses droits par ses maisons de disques successives, CBS et Barclay, laquelle réédite cependant ses anciens titres dans les années 1980. Une tournée au Japon et ses prestations au Connétable lui apportent de nouveaux succès. En 1978 il écrit, toujours pour Pia Colombo, le spectacle donné au Théâtre de la Commune d'Aubervilliers, Requiem autour d’un temps présent et dont Gilbert Cascalès a écrit les musiques. Il chante jusqu'en 1980 dans les cabarets de la Rive gauche comme encore Les Frondeurs, Le Cheval d'or, le Milord l'Arsouille ou Le Connétable qu'il dirige avec Françoise Wilcz, mais aussi au Gavroche, le cabaret « Rive droite » de Jo Attia.
Maurice Fanon est l'exemple le plus typique de la catégorie des auteurs-compositeurs-interprètes, phénomène culturel né dans les années 1950 sur la Rive gauche faute d'interprètes disponibles pour chanter leurs créations donnant la primeur aux textes : « [son] piètre talent de chanteur (à ses débuts) est compensé par la présence, la passion, l'émotion et, bien sûr, les qualités littéraires et mélodiques de ses chansons. » « [il] incarne […] l'amour des mots, des gens, un talent atypique qui n'atteindra jamais la lumière blanche des médias […] » Son anticonformisme libertaire, sa tendance « anar-coco » revendiquée, son antimilitarisme affirmé, le tiennent en effet à l'écart du star système.
Il est chanté par nombre d'interprètes comme Isabelle Aubret, Melina Mercouri, Francesca Solleville, Jean Guidoni ou Joe Dassin, pour lesquels il écrit ou qui reprennent ses chansons. Juliette Gréco lui consacre un album complet chez Barclay en 1972 : Juliette Gréco chante Maurice Fanon. Il est aussi l'auteur de deux romans, Le Petit Turc et La Transparente. Pour Françoise Wilcz il écrit en 1990 cent poèmes d'amour inédits publiés à titre posthume en 2014 sous le titre Amours debout, amours couchées.
Il est hospitalisé à l'hôpital américain de Paris pour un cancer à l'estomac et meurt le 30 avril 1991. Crématisé au Père-Lachaise, ses cendres sont déposées dans le caveau familial du cimetière de Poiffonds à Lucé (Eure-et-Loir).

« Le jour de l'enterrement, on demande à Juliette Gréco : « Pourquoi selon vous, madame, Maurice Fanon était moins célèbre en son pays qu'au pays du Soleil levant ? » La chanteuse retourne abruptement la question : « Qu'avez-vous fait, vous, les journalistes, pour qu'il n'en soit pas ainsi ? » »

## Hommages
- La salle d'honneur du centre culturel Edmond Desouches de Lucé est baptisée de son nom[11].

## Œuvre

### Chansons
Enregistrements au format LP 33
- 1963 : Avec Fanon
- 1963 : À la Jésus
- 1964 : Chanson blonde
- 1965 : La Petite Juive
- 1965 : Elles ont quinze ans
- 1967 : C'est un soir de décembre
- 1968 : La Chambre
- 1969 : Caroline
- 1970 : Bleu
- 1971 : Au point de non retour
- 1975 : À l'heure blanche du laitier
- 1980 : La Chanson française
- 1982 : Le Petit Bout de rêve
- 1984 : L'Écharpe

Compilations
- 1991 : Collection Bravo
- 1994 : Master Série
- 1995 : Millésimes
- 2010 : Maurice Fanon (œuvres compilées par Joseph Moali) ∫ CD Disques Barclay - Barclay – 2746964

Principaux succès
- L'Écharpe (1963)
- Avec Fanon (1963)
- Paris Cayenne (1963)
- La Petite Juive (1965)
- Jean-Marie de Pantin (1965)
- Madame Seguin (1965)
- La Saint-Jean d'été (1967)
- Mon fils chante (1976)

### Romans - Poésie
- 1980 : Le Petit Turc, Paris, Encre, 1980, 245 p.  (ISBN 2-86418-085-5), notice BnF n° FRBNF34634604
- 2000 : La Transparente, Pont-Scorff, Arthemus, 2000, 190 p.  (ISBN 2-913511-09-0), notice BnF n° : FRBNF37203852
- 2014 : Amours debout, amours couchées : Poésies, Paris, L'Harmattan, collection « Cabaret », 2014, 136 p.  (ISBN 9782336344270), Notice BnF n° : FRBNF43792660 (lire la présentation en ligne)